# 163

163(백육십삼)은 162보다 크고 164보다 작은 자연수다.

## 수학
- 38번째 소수(素數)다. 앞의 소수는 157, 다음 소수는 167이다.
- 가장 큰 헤그너 수다.
- {\displaystyle 58^{3}-1}은 163으로 나누어떨어진다.

## 과학
- NGC 163: 고래자리 방향에 있는 타원은하.

## 교통
- 일본 163번 국도(일본어판): 오사카부 오사카시 기타구에서 미에현 쓰시까지 이어지는 일본의 국도.
- 현도 제163호선

## 군사
- U-163: 독일의 군용 잠수함. 제1차 세계 대전에 사용된 1918년제 모델(영어판)과 제2차 세계 대전에 사용된 1941년제 모델(영어판)이 있다.

## 문화유산
- 대한민국의 국보 제163호: 무령왕릉 지석
- 대한민국의 보물 제163호: 화순 쌍봉사 대웅전 (해제)[a]
- 대한민국의 사적 제163호: 경주 낭산 일원

## 방송
- 스카이라이프의 KFN 채널 번호.
- 지니 TV의 9colors 채널 번호.
- B tv의 중국 국제 방송인 CGTN 채널 번호.
- U+ TV의 MTN 머니투데이방송 채널 번호.

## 스포츠
- 163 병살: 야구에서 투수→유격수→1루수의 순서로 공이 움직여 이루어지는 병살.

## 기타
- 연도: 163년, 기원전 163년